# شهرستان نائورسکی
شهرستان نائورسکی (به لاتین: Naursky District) یک منطقهٔ مسکونی در روسیه است که در چچن واقع شده‌است.